# Джованнетти, Лучано (епископ)
Лучано Джованнетти (итал. Luciano Giovannetti; 26 июля 1934, Чивителла-ин-Валь-ди-Кьяна, Тоскана — 29 июня 2024, Ареццо, Италия) — итальянский ординарий католической церкви и почётный епископ Фьезоле. До своей смерти он был президентом Фонда диалога, сотрудничества и развития Иоанна Павла II. 

## Биография
Лучано Джованнетти родился 26 июля 1934 года в Чивителле-ин-Валь-ди-Кьяна, коммуне в тосканской провинции Ареццо.
Он был рукоположен в священники 15 июня 1957 года в Ареццо, а 15 февраля 1978 года стал одновременно викарным епископом Ареццо и титулярным епископом епархии Саба. Он был рукоположен в епископа 8 апреля того же года. Главным освящателем был Телесфоро Джованни Чоли, епископ Кортоны, а главными сосвященниками были Джузеппе Франчолини, епископ-коадъютор Ареццо, и Анджело Скапечки, титулярный епископ Викохабенции.
27 мая 1981 года Джованнетти был назначен епископом Фьезоле и приступил к обязанностям 6 сентября 1981 года, сменив Симоне Скатицци. Он выступал в качестве главного со-консекратора Родольфо Четолони в 2000 году. Он получил почётный статус 13 февраля 2010 года, и его сменил Марио Меини.
Джованнетти на момент своей смерти был президентом Фонда диалога, сотрудничества и развития Иоанна Павла II. Он также был великим приором Центральных Апеннин ордена Гроба Господня Иерусалимского.
Джованнетти умер вечером 29 июня 2024 года в своём доме в центре города Ареццо в возрасте 89 лет.